# 78
Cette page concerne l'année 78  du calendrier julien. Pour l'année 78 av. J.-C., voir 78 av. J.-C. Pour le nombre 78, voir 78 (nombre).
L'année 78 est une année commune qui commence un jeudi.

## Événements
- 3 mars : début de l'ère Saka (Sakas) en Inde[1].

- Début du règne de Pacorus II, roi des Parthes (v. 78-105), en compétition avec Vologèse II (v. 77-80)[2].

## Naissances en 78
- Zhang Heng : astronome, mathématicien, inventeur, artiste et érudit de littérature chinois.

## Décès en 78
- Julius Sabinus, officier Gallo-romain.